# Pål Bøttger Kjærnes
Pål Bøttger Kjærnes, född 1969, är en norsk gitarrist, dansare och pianist. Han är en av grundarna av det norska bandet Turbonegro. Han är även känd under artistnamnen Pål Pot Pamparius eller L. Ron Böttger
Kjærnes är utbildad filmklippare vid universitetet i Auckland på Nya Zeeland och har arbetat med TV, bland annat med serien Fear Factor.
År 1997 öppnade Kjærnes pizzerian Pamparius Pizza tillsammans med en vän i Kolbotn, Turbonegro har gjort denna känd genom låten The Age Of Pamparius.